# Anche Pluto vuol cantare
Anche Pluto vuol cantare (Pluto's Blue Note) è un film del 1947 diretto da Charles A. Nichols. È un cortometraggio animato della serie Pluto, prodotto dalla Walt Disney Productions e uscito negli Stati Uniti il 26 dicembre 1947, distribuito dalla RKO Radio Pictures.
Nel cortometraggio compaiono alcuni brani musicali già utilizzati in Saludos Amigos e I tre caballeros (ma in nuove versioni). Il corto ricevette una candidatura per l'Oscar al miglior cortometraggio d'animazione ai Premi Oscar 1948, ma perse in favore di La torta di Titti. A partire dagli anni novanta è più noto come Pluto canterino. Nel maggio 1998 fu inserito nel film di montaggio direct-to-video I capolavori di Pluto.

## Trama
Pluto sente il canto di diversi animali: uccelli, api e grilli. Così prova ad imitarli, ma  nessuno apprezza il suo modo di cantare. Sconsolato, il cane va in un negozio di musica dove rimane affascinato dalla musica emessa da una radio, ma il commesso la spegne e la porta dentro. Intrufolatosi nel negozio, scopre che, usando la sua coda come se fosse la puntina di un giradischi, può trasformarsi in un grammofono vivente. Pluto allora porta il giradischi nella sua cuccia e fa credere a tutti di saper cantare You Belong to My Heart (mentre si tratta di un disco), stupendo gli altri animali e facendo innamorare tutte le cagnette (tra le quali le sue fidanzate Fifi e Dinah).

## Distribuzione

### Edizioni home video

#### VHS
- Cartoons Disney 5 (novembre 1985)[2]
- Sono io... Pluto (marzo 1990)[3]
- VideoParade vol. 19 (luglio 1994)[4]

#### DVD
Il cortometraggio è incluso nel DVD Extreme Music Fun.